# Marutani Akira
Akira Marutani (sinh ngày 28 tháng 2 năm 1984) là một cầu thủ bóng đá người Nhật Bản.

## Sự nghiệp câu lạc bộ
Akira Marutani đã từng chơi cho Fagiano Okayama.